# Xiaomi Mi 1 Youth
Xiaomi Mi 1 Youth (другие названия — MI-ONE Youth) — бюджетный смартфон, выпущенный в 2012 году. Это бюджетная версия смартфона Xiaomi Mi 1, анонсированная 15 мая 2012 года.

## Характеристики
- Процессор: Qualcomm Snapdragon S3 MSM8260, максимальная тактовая частота — 1,2 ГГц.
- Оперативная память: 768 МБ.
- Встроенная память: 4 ГБ.
- Карта памяти: microSD (до 32 ГБ).
- Дисплей: сенсорный, ёмкостный, 4 дюйма, разрешение — 854×480 точек, TFT LCD.
- Камера: 8 Мп, вспышка.
- Аккумулятор: 1930 мАч.
- Размеры: 125×63×11,9 мм.
- Вес: 149 г.
- Операционная система: Android 4.0, MIUI V4.
- Интерфейсы: Wi-Fi (802.11 b/g/n), microUSB 2.0, 3,5-мм разъём.

## Отзывы
В 2012 году сообщалось, что смартфон Xiaomi Mi 1 Youth был доступен для молодёжи, отличался от старшей модели Xiaomi Mi 1 тем, что имел 1,2-ГГц двухъядерный процессор и 768 МБ ОЗУ вместо 1,5-ГГц двухъядерного процессора и 1 ГБ ОЗУ.

## прочее
Дата анонса: 15 мая 2012 года, дата релиза: второй квартал 2012 года.
Форм-фактор: моноблок с тачскрином.

## примечания
Xiaomi Mi 1 Youth на 4pda.to 
Xiaomi M1 Youth: доступный смартфон для молодежи на mobiltelefon.ru
Xiaomi Mi 1 на википедии
сайт сяоми на русском и других языках.
ответ от яндекс алисы.